# Die Päpstin
La papisa o La pontífice es una película histórica de producción alemana, británica, italiana y española, dirigida por el director alemán Sönke Wortmann en 2009. El drama se basa en la novela homónima de la escritora estadounidense Donna Woolfolk Cross (1947-) y relata la leyenda surgida en la Edad Media sobre la figura de la papisa Juana, una mujer que en el siglo nueve llegó a ser papa haciéndose pasar por hombre.
El estreno mundial de la película fue en Berlín, el 19 de octubre del 2009 y está rodada en inglés.
Papisa Juana trata acerca de una mujer que habría ejercido el papado católico ocultando su verdadero sexo. El pontificado de la papisa se suele situar entre 855 y 857, es decir, el que, según la lista oficial de papas, correspondió a Benedicto III, en el momento de la usurpación de Anastasio el Bibliotecario. Otras versiones afirman que el propio Benedicto III fue la mujer disfrazada y otras dicen que el periodo fue entre 872 y 882, es decir, el del papa Juan VIII.

## Argumento
En el año 814, justo tras la muerte de Carlomagno, nace una niña llamada Johanna Anglicus en un pueblo alemán a orillas del Rin. Es la hija del cura del pueblo, quien no está muy contento de tener descendencia femenina. El padre domina con mano dura a su mujer —quien reza a Odín secretamente— y a sus hijos. No obstante Johanna se muestra muy deseosa de aprender y muy elocuente. Convence a Matthias, su hermano mayor, de que le enseñe a leer, y ella empieza a estudiar intensamente la Biblia. Tras la muerte repentina de Matthias el padre quiere enviar a Johannes, su segundo hijo, a la escuela catedralicia de Dorestad, pero en la visita del maestro Aesculapius (824) Johanna muestra tener considerablemente muchos más conocimientos sobre los textos sagrados. No solamente es capaz de entender los textos en latín sino que ofrece una interpretación inmejorable de la parábola del grano de la mostaza. En contra de la voluntad del padre, Aesculapius le da clases a la niña y le enseña obras literarias como La odisea.
Un enviado del obispo llega para llevarse a Johanna a la escuela, pero el padre afirma que debe tratarse de un error, y le hace llevarse a Johannes en su lugar. Por la noche Johanna se escapa de casa y alcanza a su hermano, cuyo acompañante había sido asesinado para robarle una joya. Consiguen llegar a Dorstadt, donde el obispo se sorprende de las enérgicas palabras de la niña y la mete en la clase del maestro Odo, quien la acepta a regañadientes. Johanna recibe apoyo de Gerold, un conde que la aloja en su casa y se va enamorando de la incipiente mujer. El conde tiene que irse a la guerra poco después para sustituir al emperador Lotario I, y su mujer trata de quitarse del medio a su rival, organizando la boda de Johanna. Pero durante la ceremonia la ciudad es asaltada por los normandos, que dejan una sangrienta matanza de la que Johanna es la única sobreviviente.
En vista de este suceso, Johanna decide adoptar una identidad masculina. Se corta el pelo, aplana su pecho con una venda e ingresa en un monasterio benedictino como el "hermano Johannes Anglicus". Con un temor continuo de ser descubierta, impresiona a los demás monjes con sus conocimientos de medicina, pues es capaz de salvar a una mujer y sus hijos de una peligrosa enfermedad infecciosa. En ello descubre el talento de Arn, el hijo mayor, y le permite asistir a la escuela del convento. Un día Johanna recibe la visita de su anciano padre, que se conmociona fuertemente al ver que no es su hijo Johannes quien tiene delante. Poco después se propaga la fiebre dentro del convento y Johanna se niega a una exploración corporal. Huye del convento con la ayuda de un monje anciano que conoce su sexo real desde hace tiempo.
Tras su huida recibe temporalmente alojamiento de Arn —quien entretanto se ha convertido en funcionario de un conde—, y Johanna le da clases a su hija. Tras poco tiempo decide marcharse con una peregrinación a Roma y gracias a sus extensos conocimientos se convierte allí en un distinguido médico. Obtiene mucho prestigio cuando libra al papa Sergio II de la gota con un remedio de hierbas. El papa la convierte primero en su médico personal y más tarde en su maestro de ceremonias, sin saber que en realidad es una mujer. Finalmente el emperador Lotario I amenaza al papa, pues este no le pidió que confirmara su elección, y se va a Roma con su séquito para confrontarle. Con su comitiva va también Gerold, quien reconoce a Johanna en la ciudad. La puerta del palacio papal se cierra con una construcción hidráulica —que en su día construyeron a escala Johanna y Gerold— y los soldados de Lotario lo interpretan como una señal divina. Gerold le muestra a Johanna la atracción que siente, pero ella está indecisa entre sus dos identidades femenina y masculina.
Mientras tanto, Anastasio trama una conspiración cuyo fin es el asesinato del papa Sergio. El atentado tiene éxito, por lo que el pueblo se reúne, para elegir al sucesor por aclamación popular. Johanna y Gerold emprenden la huida pues suponen que Anastasio ganará la elección, pero pronto se enteran de que es Johanna la designada. En su pontificado se presenta como un papa benefactor y ayuda tanto a los pobres como a las mujeres. Además nombra a Gerold como el comandante del séquito papal. Sin embargo, de repente su cargo está en peligro por estar embarazada. No obstante, trata de aguantar hasta la Semana Santa. Los conspiradores, dirigidos por Anastasio, matan a Gerold en una procesión. Johanna se desmaya por las contracciones del parto y muere.
Anastasio se autoproclama como sucesor, pero poco después es destituido por el pueblo romano y es desterrado a un monasterio. Allí escribe el Liber Pontificalis, un listado de todos los papas, pero sin nombrar a Johanna. No obstante la historia es escrita muchos años después por un tal obispo Arnaldo ―que al final de la película resulta ser Arnalda, la hija de Arn― y permite de esta forma darla a conocer.